# Digora

Digora (ryska Дигора́) är en stad i Nordossetien i Ryssland. Invånarantalet uppgick till 10 273 i början av 2015. Staden grundades år 1852 under namnet Volno-Christianovskij, och fick sitt nuvarande namn 1934. Digora fick stadsrättigheter 1964.